# ユルゲン・ローゼ
ユルゲン・ローゼ（ドイツ語: Jürgen Rose、1937年8月25日 - 、ベルンブルク、ザーレ）は、ドイツの舞台美術家、衣装デザイナー、オペラ演出家である。

## 生い立ちとキャリア
オーデンヴァルトの学校を卒業した後、1957年から1959年までの間、ダルムシュタット州立劇場において、グスタフ・ルドルフ・ゼルナーとフランツ・メルツの元で研修を終える。その後、1959年にベルリン芸術大学(Berliner Hochschule für Bildende Kunst（HBK）、現在の名称はUniversität der Künste Berlin（UDK））で学ぶ。また、ベルリンにある名門の演劇学校であるマルリーゼ・ルードヴィヒの私塾にも通っていた。
1959年／60年シーズンには、ウルム劇場で初めて舞台美術家及び俳優として製作に携わる。1961年、シュトゥットガルトの演劇場でシェイクスピアの『お気に召すまま』の装置係として採用されるが、この劇場で知り合ったのがバレエダンサー・振付家のジョン・クランコであった。クランコは当時駆け出しの芸術家であったローゼのデザインから強い印象を受け、自身の演劇的バレエの美術をローゼに任せる決断をする。ローゼとクランコの共同作業は、1962年のシュトゥットガルト・バレエ団の『ロメオとジュリエット』から始まり、1973年にクランコが死去するまで続いた（特にミュンヘンのバイエルン国立歌劇場においてクランコのために舞台美術と衣装デザインを担当していた。同歌劇場では、1972年にはジョン・ノイマイヤーのバレエ作品のためのデザインも行っている）。
1961年から1964年までの間ミュンヘン室内劇場で勤めた後、1965年以降、ローゼはフリーランスの舞台美術・衣装デザイナーとしての活動を開始する。1970年からは、オペラ用の舞台装置の製作も手がけ、ミュンヘン（2001年まで室内劇場、レジデンツ劇場、バイエルン国立歌劇場）、ベルリン（州立演劇場）、シュトゥットガルト（州立劇場）、ハンブルク（ハンブルク州立歌劇場、ドイツ・シャウシュピール・ハウス）、ドレスデン(ゼンパー・オーパー、 ウィーン国立歌劇場、スカラ座、ロンドンのロイヤル・オペラ・ハウス、パリ国立オペラ、ニューヨークのメトロポリタン・オペラ、バイロイト音楽祭、ザルツブルク音楽祭といった場所で仕事を行った。
ドイツ国内外のあらゆる大劇場から演劇、オペラ、バレエに関する依頼を受け、製作に携わったプロダクションの数は300を超える。ジョン・クランコやジョン・ノイマイヤーといった振付家、ルドルフ・ネルテ、ハンス・リーツァウ、ゲッツ・フリードリヒ、オットー・シェンク、ペーター・シュタイン、トーマス・ラングホフ、そしてディーター・ドルンといった演出家らと共に舞台製作に当たっている。
1994年には、ボンでオペラ演出家としてデビュー。
1973年から2000年まで、ローゼはシュトゥットガルト州立芸術アカデミーで舞台美術の教授を務める。ここでローゼの指導を受けた著名な卒業生には、舞台美術家・画家のロザリエがいる。1975年から、ローゼはベルリン芸術アカデミー（ベルリン統一後。1993年まで西ベルリン）舞台芸術部門のメンバーとなっている。現在はミュンヘンに居住している。

## 受賞
- 1963年：ドイツ映画賞『Das schwarz-weiß-rote Himmelbett』（最優秀美術賞、マックス・メリン、ブルーノ・モンデンとの共同受賞）
- 2006年：バイエルン・マクシミリアン勲章

## 作品

### 美術・衣装（抜粋）

#### 演劇
- 長靴をはいた牡猫（ドイツ語版）：ルートヴィヒ・ティーク作の喜劇、ハンス・リーツァウ（英語版）演出
- ヴォイツェック：ゲオルク・ビューヒナー作、ハンス・リーツァウ演出
- 椅子：ウジェーヌ・イヨネスコ作、ハンス・リーツァウ演出
- 群盗：フリードリヒ・シラー作、ハンス・リーツァウ演出
- ローゼンクランツとギルデンスターン：トム・ストッパード作、ハンス・リーツァウ演出
- ピロクテーテース：ハイナー・ミュラー作、ハンス・リーツァウ演出
- 救われた：エドワード・ボンド（英語版）作、ペーター・シュタイン演出
- たくらみと恋（英語版）：フリードリヒ・シラー作、ペーター・シュタイン演出
- 狼と羊：アレクサンドル・ニコラーエヴィチ・オストロフスキー作、ルドルフ・ネルテ演出
- スノッブ：カール・シュテルンハイム作、ルドルフ・ネルテ演出
- 人形の家：ヘンリック・イプセン作、ルドルフ・ネルテ演出
- ミンナ・フォン・バルンヘルム：ゴットホルト・エフライム・レッシング作、ディーター・ドルン演出
- 大と小：ボート・シュトラウス作、ディーター・ドルン演出
- クラヴィーゴ（ドイツ語版）：ヨハン・ヴォルフガング・フォン・ゲーテ作、ディーター・ドルン演出
- スノッブ：カール・シュテルンハイム作、ハイナー・ミュラー演出
- 足手まとい（英語版）：ジョルジュ・フェイドー（英語版）作、ディーター・ドルン演出
- 恋人たち、通行人たち：ボート・シュトラウス作、ディーター・ドルン演出
- こわれがめ：ハインリヒ・フォン・クライスト作、ディーター・ドルン演出
- そしてピッパは踊る！（ドイツ語版）：ゲルハルト・ハウプトマン作、トーマス・ラングホフ演出
- カルロス：タンクレッド・ドルスト（英語版）作、世界初演、ディーター・ドルン演出

#### オペラ
- ばらの騎士：リヒャルト・シュトラウス作曲、オットー・シェンク演出
- サロメ：リヒャルト・シュトラウス作曲、ボレスラウ・バルローク演出
- ナクソス島のアリアドネ：リヒャルト・シュトラウス作曲、ボレスラウ・バルロク演出
- コジ・ファン・トゥッテ：ヴォルフガング・アマデウス・モーツァルト作曲、オットー・シェンク演出
- ドン・ジョヴァンニ：ヴォルフガング・アマデウス・モーツァルト作曲、ルドルフ・ネルテ演出
- 魔笛：ヴォルフガング・アマデウス・モーツァルト作曲、アウグスト・エファーディング演出
- 後宮からの誘拐：ヴォルフガング・アマデウス・モーツァルト作曲、ディーター・ドルン演出
- タンホイザー：リヒャルト・ワーグナー作曲、ゲッツ・フリードリヒ演出、バイロイト音楽祭
- ニュルンベルクのマイスタージンガー：リヒャルト・ワーグナー作曲、オットー・シェンク演出、バイエルン国立歌劇場
- ヴォツェック：アルバン・ベルク作曲、ディーター・ドルン演出、バイエルン国立歌劇場
- 椿姫：ジュゼッペ・ヴェルディ作曲、オットー・シェンク演出、バイエルン国立歌劇場t
- オテロ、ジュゼッペ・ヴェルディ、ジョン・ノイマイヤー演出
- フィガロの結婚：ヴォルフガング・アマデウス・モーツァルト作曲、ディーター・ドルン演出、バイエルン国立歌劇場
- 売られた花嫁：ベドルジハ・スメタナ作曲、トーマス・ラングホフ演出
- さまよえるオランダ人：リヒャルト・ワーグナー作曲、ディーター・ドルン演出、バイロイト音楽祭（1990年）
- 魔弾の射手：カール・マリア・フォン・ウェーバー作曲、トーマス・ラングホフ演出
- コジ・ファン・トゥッテ：ヴォルフガング・アマデウス・モーツァルト作曲、ディーター・ドルン演出、バイエルン国立歌劇場
- トリスタンとイゾルデ：リヒャルト・ワーグナー作曲、ディーター・ドルン演出、ニューヨークメトロポリタン歌劇場
- イドメネオ：ヴォルフガング・アマデウス・モーツァルト作曲、ディーター・ドルン演出、バイエルン国立歌劇場（2008年）
- オルフェオとエウリディーチェ：クリストフ・ヴィリバルト・グルック作曲、ディーター・ドルン演出、ザルツブルク音楽祭（2010年）

#### オペレッタ
- メリー・ウィドウ：フランツ・レハール作曲、ジョン・クランコ演出

#### バレエ
- ロミオとジュリエット：セルゲイ・セルゲーエヴィチ・プロコフィエフ音楽、ジョン・クランコ/ジョン・ノイマイヤー振付演出
- 白鳥の湖：ピョートル・イリイチ・チャイコフスキー音楽、ジョン・クランコ振付演出
- 幻想　白鳥の湖のように：チャイコフスキー音楽、ジョン・ノイマイヤー振付演出
- オネーギン：チャイコフスキー音楽、ジョン・クランコ振付演出
- 眠れる森の美女：チャイコフスキー音楽、ジョン・ノイマイヤー振付演出
- くるみ割り人形：チャイコフスキー音楽、ジョン・ノイマイヤー振付演出（1971年）
- 真夏の夜の夢：フェリックス・バルトロディ・メンデルスゾーン/ジェルジュ・リゲティ音楽、ジョン・ノイマイヤー振付演出
- 椿姫：フレデリック・ショパン音楽、ジョン・ノイマイヤー振付演出
- シンデレラ・ストーリー：プロコフィエフ音楽、ジョン・ノイマイヤー振付演出

### オペラの演出作品（抜粋）
- 椿姫：ジュゼッペ・ヴェルディ作曲、ボン歌劇場（1994年）
- 魔笛：ヴォルフガング・アマデウス・モーツァルト作曲、ボン歌劇場（1996年）
- ヘンゼルとグレーテル：エンゲルベルト・フンパーディング作曲、ケルン歌劇場（英語版）
- ドンカルロ：ジュゼッペ・ヴェルディ作曲、バイエルン国立歌劇場（2000年）
- 利口な女狐の物語： レオシュ・ヤナーチェク作曲、バイエルン国立歌劇場（2002年）
- ノルマ：ヴィンチェンツォ・ベッリーニ作曲、バイエルン国立歌劇場（2004年）
- ウェルテル：ジュール・マスネ作曲、バイエルン国立歌劇場（2006年）

### 著作（共著）
- Sibylle Zehle, Jürgen Rose (Illustrationen): Jürgen Rose. Biographie, Verlag für Moderne Kunst, Wien 2014 ISBN 978-3-86984-433-6
- Birgit Pargner (Hrsg.), Jürgen Rose (Illustrationen): Nichts ist so lebensfüllend wie das Theater. Henschel Verlag, Leipzig 2015, ISBN 978-3-89487-778-1.

## 文献
- Wolfgang Kermer: Berufungen [Bühnenbildner Jürgen Rose zum Sommersemester 1973 berufen]. In: Akademie-Mitteilungen 3 / Staatliche Akademie der bildenden Künste Stuttgart / Für die Zeit vom 1. Oktober 1972 bis 31. März 1973 / Stuttgart: Staatliche Akademie der bildenden Künste Stuttgart, April 1973, S. 4, 15 (Abb.)
- Jürgen Rose: Ausbildung im Fach Bühnenkunst. In: Akademie-Mitteilungen 4 / Staatliche Akademie der bildenden Künste Stuttgart / Für die Zeit vom 1. April 1973 bis 31. Oktober 1973 / Stuttgart: Staatliche Akademie der bildenden Künste Stuttgart, November 1973, S. 25–26
- Wolfgang Kermer: Entwürfe und Bühnenbilder: Ausstellung Staatliche Akademie der bildenden Künste Stuttgart, Klasse Professor Jürgen Rose, Rüdiger Tamschick. Stuttgart: Vereinigung der Freunde der Staatlichen Akademie der bildenden Künste, 1981 ISBN 3-89322-045-3
- Jürgen Rose: Theaterarbeiten. Ausst.-Kat. Galerie Valentien Stuttgart, 1985 ISBN 3-923481-15-2 (mit einem Text von rosalie „Im Kostüm - Im Raum“)
- Stuttgarter Begegnungen: die Schenkung Wolfgang Kermer; Städtische Galerie Neunkirchen, 18. Mai – 24. Juni 2005 / [Hrsg.: Neunkircher Kulturgesellschaft gGmbH; Nicole Nix-Hauck. Katalog: Wolfgang Kermer]